# Turrialba (miasto)
Turrialba – miasto w Kostaryce; w Prowincji Cartago; 30 700 mieszkańców (2006). Przemysł spożywczy, włókienniczy.